# Galtar e a Lança Dourada
Galtar e a Lança Dourada é uma série de desenho animado, produzida pela Hanna-Barbera. Estreou em 2 de setembro de 1985 e teve apenas uma temporada, com 21 episódios.

## História
A história é sobre Galtar, um guerreiro mítico e de seus dois companheiros, a Princesa Goleeta e Zorn. Galtar com auxílio da Lança Dourada luta contra Tormack, o usurpador do trono do reino de Bandisar, que pretende conquistar o mundo todo. Tormack foi responsável pela morte dos pais de Galtar e de toda a família da Princesa e de Zorn.

## Lista de spisódios
nomes originais (em inglês)
1. Galtar and the Princess
2. Skull Forest
3. Mursa the Merciless
4. Goleeta's Reunion
5. Shadowhaunt
6. Tormack's Trap
7. Wicked Alliance
8. Vikor's Raiders
9. The Manta Marauders
10. The Master Fighters
11. The Maze of Magus
12. Falca - Priestess of Prey
13. Silver Sword
14. Zorn Meets Marion
15. Vikor's Revenge
16. Galtar's Challenge
17. Ither's Apprentice
18. Antara the Terrible
19. Tormacks Treachery
20. The Return of Rava
21. Love of Evil

## Dubladores

### Nos Estados Unidos
- Bob Frank - Rak
- Mary McDonald-Lewis - Princess Goleeta
- David Mendenhall - Zorn
- Brock Peters - Tormack
- Lou Richards - Galtar
- Frank Welker - Koda, Thork, Tuk
- Bob Arbogast - Ither
- Michael Bell - Yogoth
- Barry Dennen - Krimm
- George DiCenzo - Otar

### No Brasil
???